# أسي إيرل
أسي إيرل (بالإنجليزية: Acie Earl)‏ مواليد 23 يونيو 1970 في بيوريا، هو مدرب كرة سلة أمريكي ولاعب سابق. بدأ مسيرته الاحترافية في سنة 1993. تم اختياره من قبل فريق بوسطن سيلتكس خلال الدرافت. حمل الرقم 55. يبلغ طوله 6 قدم 10 بوصة (2.1 م). اعتزل اللعب في 2004. أحرز خلال مسيرته في الإن بي إيه 980 نقطة بمعدل 5.1 نقاط في المباراة الواحدة.

## المسيرة الاحترافية
لعب مع بوسطن سيلتكس من سنة 1993 إلى 1995، ثم لعب مع تورونتو رابتورز من سنة 1995 إلى 1997، ثم لعب مع ميلووكي باكز في سنة 1997، ثم لعب مع تورك تيليكوم في الدوري التركي في موسم 2000–2001.

## روابط خارجية
- أسي إيرل على موقع إن بي أي (الإنجليزية)
- أسي إيرل على موقع سبورتس رفرنس (الإنجليزية)
- أسي إيرل على موقع كرة السلة الأوروبية.كوم (الإنجليزية)
- أسي إيرل على موقع كلية كرة السلة في سبورتس رفرنس.كوم (الإنجليزية)
- أسي إيرل على موقع ريلجم (الإنجليزية)
- أسي إيرل على موقع بروبوليرز (الإنجليزية)
- أسي إيرل على موقع سبورتس رفرنس (الإنجليزية)